# Zappa confluentus
Zappa — монотиповий рід стрибунів, родина оксудеркових (Oxudercidae), названий в ім'я американського композитора і виконавця Френка Заппи. Містить один вид — Zappa confluentus, який раніш відносився до роду Pseudapocryptes. Поширені виключно в прісних водах Нової Гвінеї, а саме в річках Флай, Раму і Бінтуні.